# Mikrofundierung
Unter mikroökonomischer Fundierung (kurz Mikrofundierung) der makroökonomischen Theorie versteht man in den Wirtschaftswissenschaften die direkte Ableitung makroökonomischer Verhaltensgleichungen aus dem mikroökonomischen (also einzelwirtschaftlichen) Maximierungsverhalten (Nutzenmaximierung der Haushalte, Gewinnmaximierung der Unternehmung).
Die Ableitung makroökonomischer Funktionen aus einzelwirtschaftlichen Beziehungen gehört zu den schwierigsten Aufgaben der Wirtschaftstheorie und stellt im Allgemeinen ein unlösbares Aggregationsproblem dar. Die Mikrofundierung soll dieses unlösbare Aggregationsproblem umgehen, indem eine Analogie zwischen einzelwirtschaftlicher und gesamtwirtschaftlicher Verhaltensgleichung postuliert wird.

## Anwendungen und Kritik
Die Neue Makroökonomik (inkl. Neue Klassische Makroökonomik, Neukeynesianismus) ist zum überwiegenden Teil durch makroökonomische Modelle gekennzeichnet, die eine vollständige mikroökonomische Fundierung besitzen.
Heutzutage werden in der monetären Ökonomik DSGE-Modelle benutzt, die auf dem Optimierungsverhalten der Agenten des Modells basieren. Ein typisches Beispiel einer Nutzenfunktion in solch einem neu-keynesianischen Modell ist:
{\displaystyle E_{t}\sum _{i=0}^{\infty }\beta ^{i}\left[{\frac {C_{t+i}^{1-\sigma }}{1-\sigma }}+{\frac {\gamma }{1-b}}\left({\frac {M_{t+i}}{P_{t+i}}}\right)^{1-b}-\mathrm {X} {\frac {N_{t+i}^{1+\eta }}{1+\eta }}\right]}.
Hierbei bezeichnet {\displaystyle E_{t}(\cdot )} den Erwartungswert und die Unendliche Summe den Barwert zukünftiger Zahlungen verschiedener Konsumgüter.
Der Haushalt maximiert den erwarteten Gegenwartswert verschiedener Konsumgüter. Solche komplexen Funktionen werden gezielt erstellt, um mathematische Vereinfachungen zu erzielen und die Ergebnisse teilweise interpretierbar zu gestalten. Kritisch zu hinterfragen ist aber, wie eine derartige Funktion zu rechtfertigen ist. Die Frage, inwieweit diese Funktion das Verhalten eines Individuums widerspiegelt, bleibt unbeantwortet. Mikrofundierung in diesem Sinne bedeutet also nicht, dass die Annahmen eines Modells besonders durch die mikroökonomische Forschung fundiert sind, sondern lediglich, dass das Optimierungskonzept, die Nutzenmaximierung in ein Modell mit einfließt.
Auch in der Konjunkturtheorie gibt es  mikrofundierte Modelle. Frühe Versuche wie das Multiplikator-Akzelerator-Modell und deren Sensitivität bezüglich bestimmter Parameterkonstellationen haben schon früh Kritik hervorgerufen, und die dynamischen Profile der erzeugten Zyklen waren aus empirischer Sicht unbefriedigend.
Insgesamt ist die Mikrofundierung nicht unumstritten, da im Gegensatz zu makroökonomischen Theorien bei diesen Fundierungsansätzen die empirische Überprüfung bislang unterblieben ist.
Die mikrofundierte Makroökonomie übernimmt mit dem Konzept von Rationalität und Optimierungsverhalten auch alle bekannten Schwächen (vgl. Der Homo oeconomicus in der Makroökonomie oder Kritik am Homo oeconomicus).